# Zespół Filmowy Aneks
Zespół Filmowy Aneks – polskie studio produkcji filmów działające od kwietnia 1981 do 1983 roku. Kierownikiem zespołu był Grzegorz Królikiewicz.

## Filmografia
- 1984: Porcelana w składzie słonia
- 1983: Piętno
- 1983: Incydent na pustyni
- 1983: Fort 13
- 1982: Wyłap
- 1982: Punkty za pochodzenie
- 1982: Przeklęta ziemia
- 1982: Promień
- 1982: Prawo jest prawem
- 1982: Kilka dni na ziemi niczyjej
- 1982: Gry i zabawy
- 1981: Zabijanie koni
- 1981: Klejnot wolnego sumienia